# Công tước xứ Clarence và Avondale
Công tước xứ Clarence và Avondale (tiếng Anh: Duke of Clarence and Avondale), hay còn được gọi đơn giản là Công tước Clarence và Avondale, là một tước vị vương thất thuộc Đẳng cấp quý tộc Vương quốc Liên hiệp Anh. Trong lịch sử nước Anh, Công tước Clarence và Avondale chỉ được tạo ra một lần duy nhất vào ngày 24 tháng 5 năm 1890 bởi Victoria của Anh cho đến khi tuyệt tự vào ngày 14 tháng 1 năm 1892 và cũng là tước vị công tước vương thất cuối cùng được thành lập với hai lãnh thổ.

## Lần phong thứ nhất

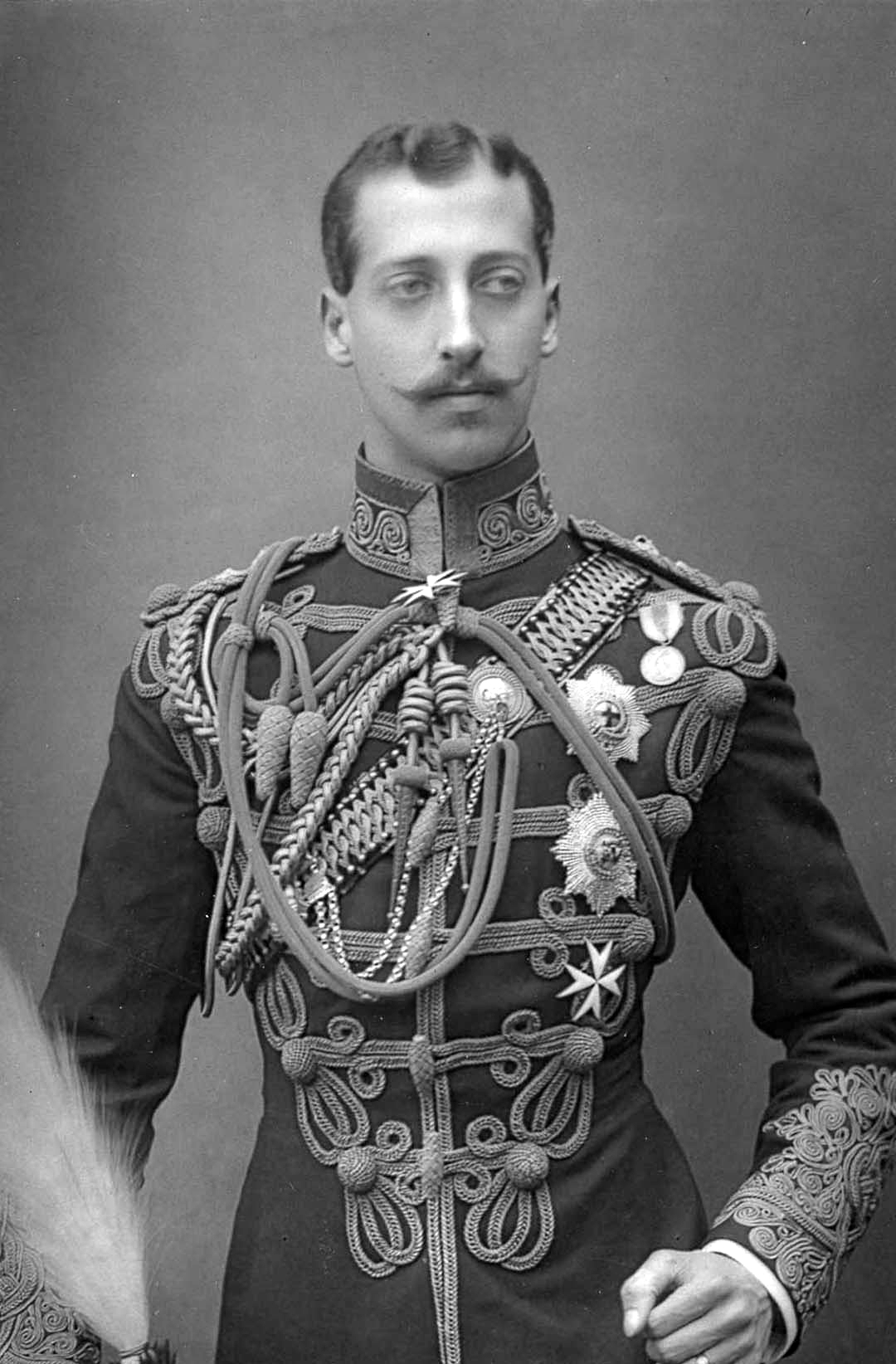
Vương tôn Albert Victor, Công tước Clarence và Avondale.

Công tước Clarence và Avondale được đặt theo tên thị trấn Clare ở Suffolk và Sông Avon ở Scotland, tước vị này  là một trong ba tước vị vương thất vốn đều được đặt theo tên biến thể của Clarence, trước đó là Công tước xứ Clarence—đã tuyệt chủng vào thời Vua Edward IV và Công tước xứ Clarence và St Andrews—đã tuyệt chủng khi sát nhập vào ngai vàng Vua William IV. Công tước Clarence và Avondale đầu tiên được tạo ra vào ngày 24 tháng 5 năm 1890, đúng ngay dịp kỷ niệm sinh nhật lần thứ 71 của Nữ vương Victoria, bà đã phong tặng cho con trai cả của Albert Edward, Thân vương xứ Wales (sau này là Vua Edward VII) là Vương tôn Albert Victor với tước vị Công tước Clarence và Avondale cùng tước vị phụ, Bá tước Athlone, vào thời điểm tấn phong Vương tôn Albert Victor là cháu trai thuộc hế thệ kế vị thứ 2 của Nữ hoàng Victoria và đã đứng thứ 2 trong hàng kế thừa hoàng vị từ khi chào đời. Tuy nhiên, Albert Victor qua đời vì bệnh viêm phổi vào năm 1892, nhưng giống như các tước vị thuộc Vương thất Anh khác, Công tước Clarence và Avondale là một tước vị hoàn toàn có khả năng truyền từ đời này sang đời khác, nhưng Albert Victor qua đời trước khi kết hôn vì vậy tước vị đã bị thu hồi ngay sau khi ông qua đời.

## Danh sách Công tước Clarence và Avondale
| Chân dung   | Tên                     | Thời gian nắm giữ                         | Vương tộc                |
| ----------- | ----------------------- | ----------------------------------------- | ------------------------ |
| 1864 - 1892 | Vương tôn Albert Victor | 24 tháng 5 năm 1890 - 14 tháng 1 năm 1892 | Nhà Saxe-Coburg và Gotha |